# Mongoloraphidia kirgisica
Mongoloraphidia kirgisica är en halssländeart som beskrevs av H. Aspöck et al. 1983. Mongoloraphidia kirgisica ingår i släktet Mongoloraphidia och familjen ormhalssländor. Inga underarter finns listade i Catalogue of Life.